# Sicixia
Sicixia é um filme galego do género romance, realizado e escrito por Ignacio Vilar e protagonizado por Monti Castiñeiras e Marta Lado. Estreou-se na Galiza a 25 de novembro de 2016.

## Argumento
Xiao é um engenheiro de som que viaja pela Galiza a registar os sons da natureza e das pessoas. Quando parte para a Costa da Morte, conhece Olalla, uma recolhedora de algas que o guia para encontrar os lugares mais interessantes desse lugar. Em pouco tempo surge uma grande atração entre eles.

## Elenco
- Monti Castiñeiras como Xiao
- Marta Lado como Olalla
- Arantza Villar como Alís
- Artur Trillo como tio de Olalla
- Daniel Trillo como Pedro
- Tamara Canosa como doutora

## Receção

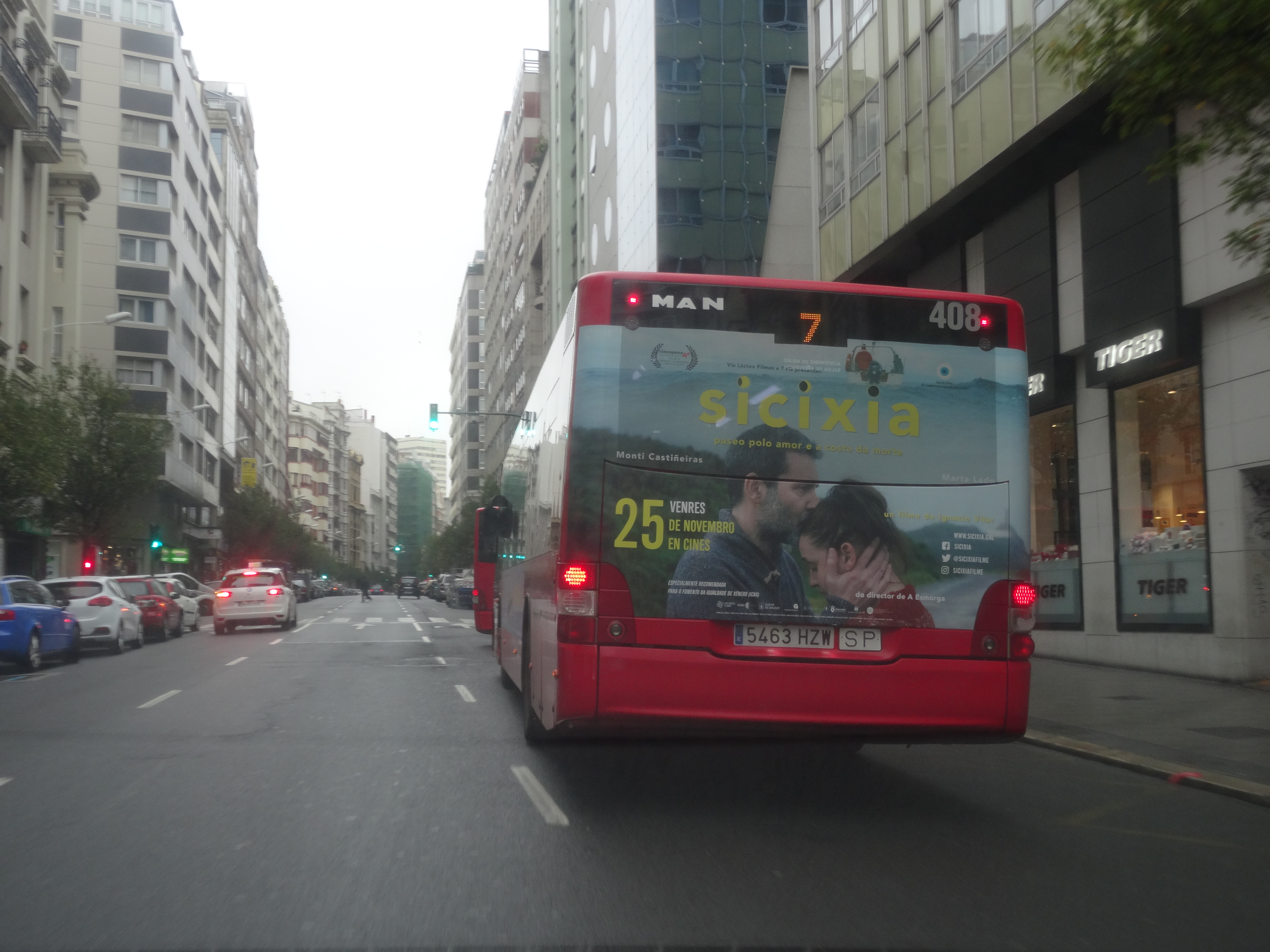
Publicidade do filme num autocarro da Corunha.

Durante a primeira semana de exibição, Sicixia foi um dos cinco filmes mais vistos na bilheteira da Galiza.

## Reconhecimentos
| Ano  | Prémios                                           | Categorias   | Destinatários e nomeados | Resultado | Referências |
| ---- | ------------------------------------------------- | ------------ | ------------------------ | --------- | ----------- |
| 2016 | Cinespanha: Festival do Cinema Espanhol de Tolosa | Melhor atriz | Marta Lado               | Venceu    | [ 4 ]       |